# Peter Gilles (Künstler)

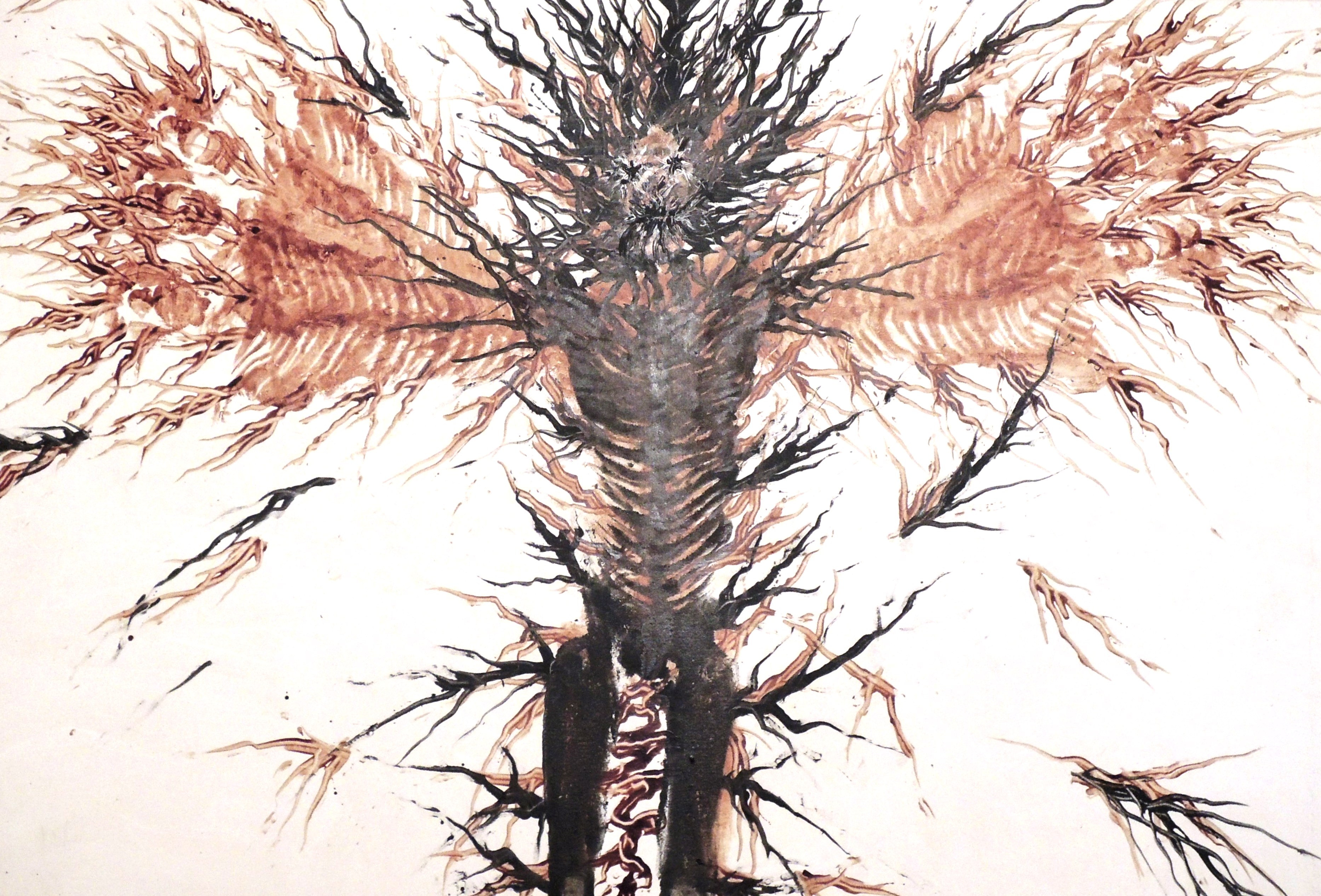
Peter Gilles: Kalimero
Acryl, Blut auf Leinwand, 2008 Foto: Birgit Kahle

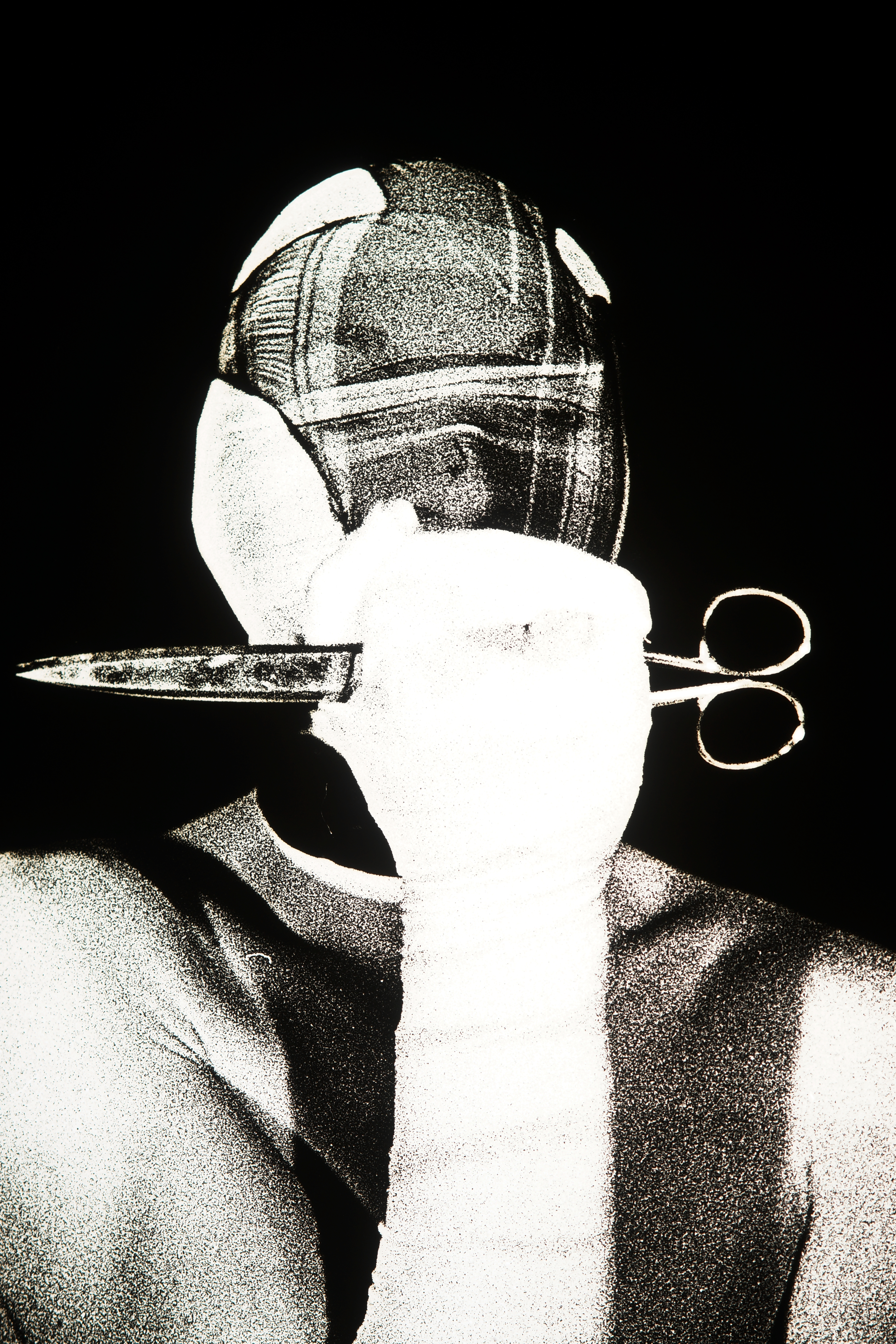
Peter Gilles, Fotoperformance 80er Jahre, Foto: Birgit Kahle

Peter Gilles (* 15. November 1953 in Köln; † 2. März 2017 ebenda) war ein deutscher Maler, Zeichner und Performancekünstler. Im Zentrum seiner künstlerischen Arbeit steht der Mensch mit seinen existenziellen Herausforderungen.

## Leben und Werk

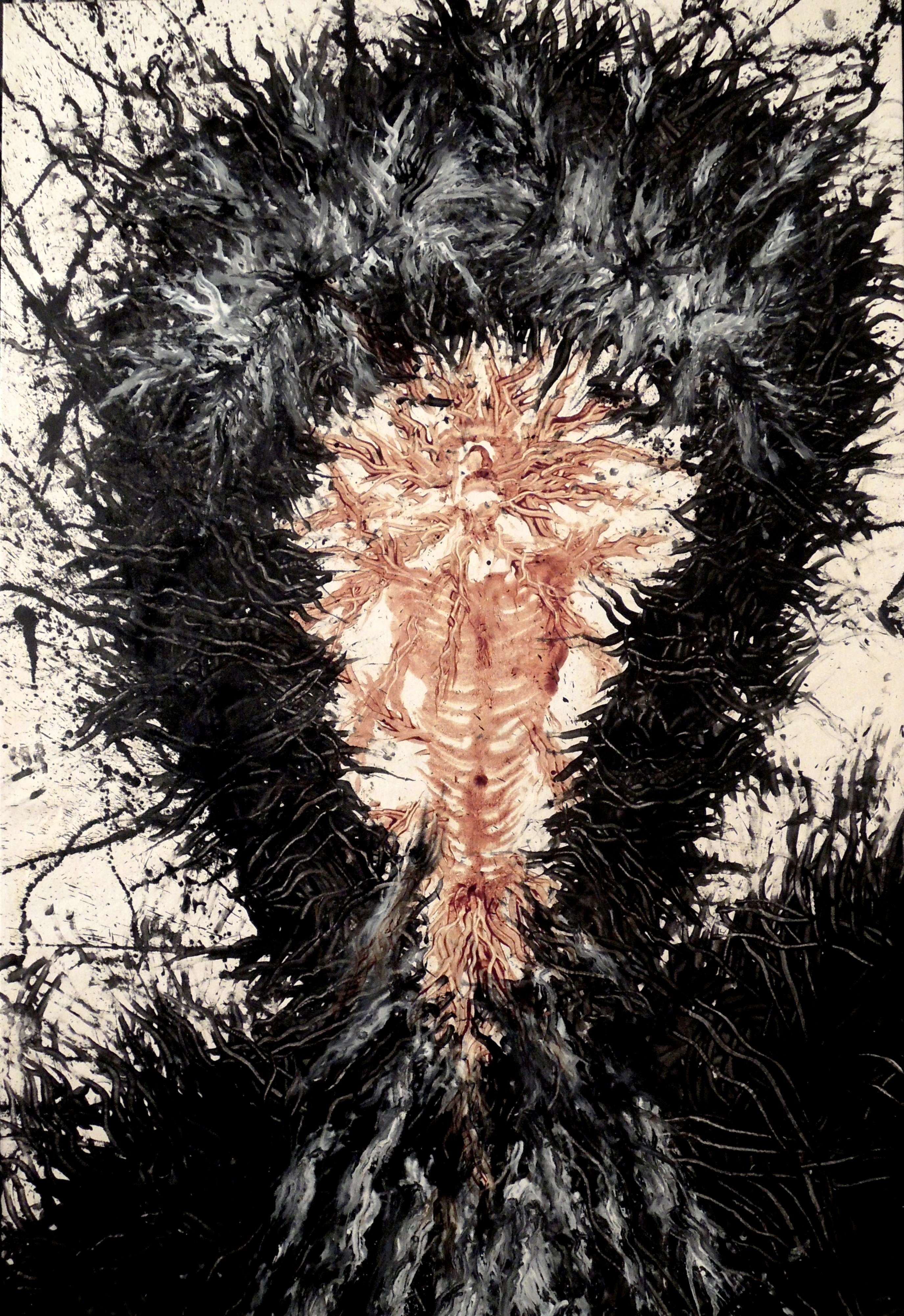
Peter Gilles: ohne Titel
Acryl, Blut auf Leinwand, 2007, Foto: Birgit Kahle

Im Jahr 1978 begann Gilles, seine Arbeiten vor Publikum in Galerien, Museen und im öffentlichen Raum aktionistisch herzustellen. In Anlehnung an die Tradition der Happening- und Aktionskünstler benutzte er den eigenen Körper als Instrument und Werkzeug, auch um mit extremen Mitteln wie Schmerz und Sauerstoffentzug die Grenzen des eigenen Bewusstseins auszuloten.

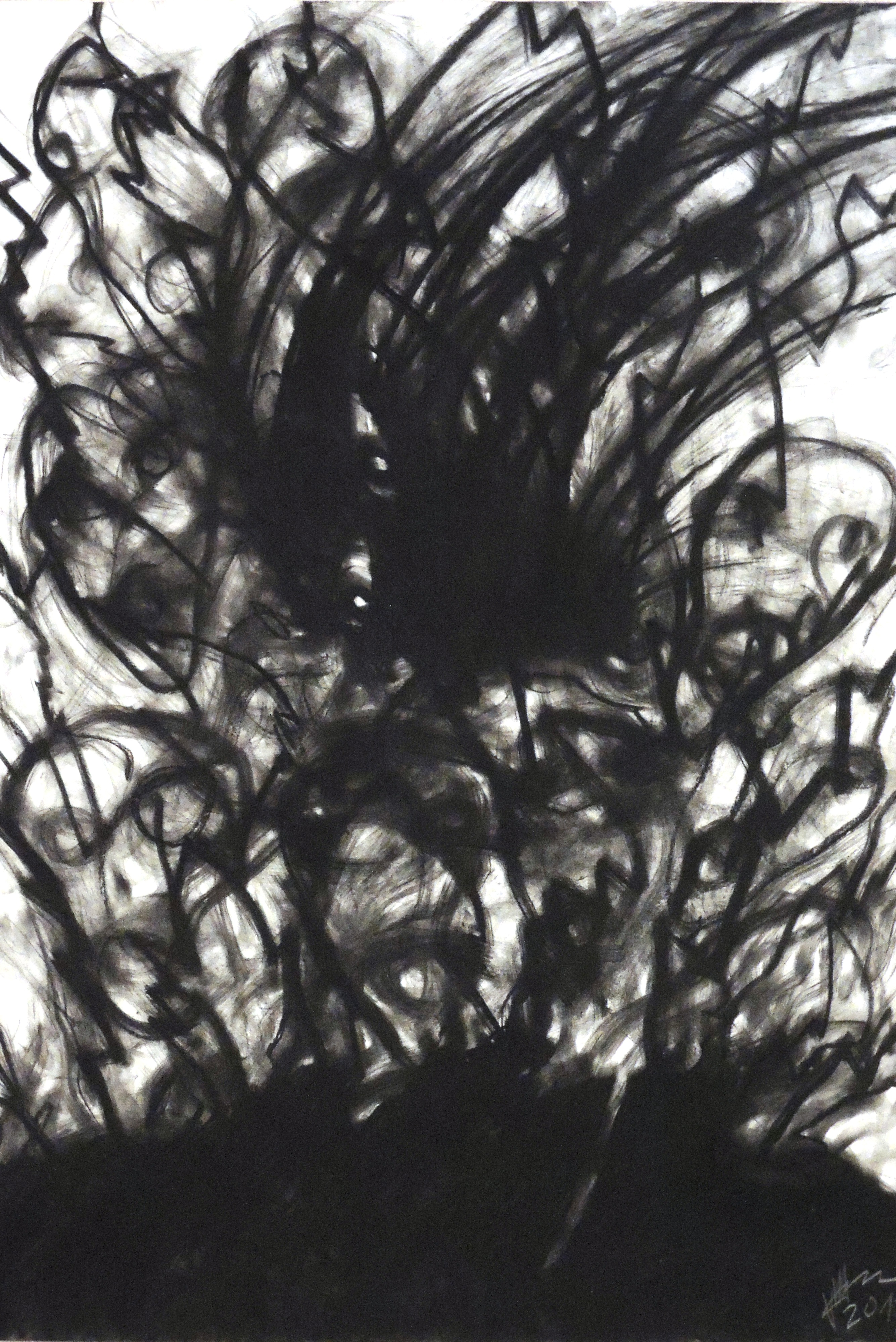
Peter Gilles: ohne Titel
Kohlezeichnung, 2014, Foto: Birgit Kahle

Wichtigster Bestandteil seiner Arbeiten war sein eigenes Blut, das nach professioneller Entnahme als Malmittel eingesetzt wurde. Körperabdrucke entstanden: „Eigenblut – Autoanthropometrien“. In der weiteren Überarbeitung der Anthropometrien wurden schwarze Kohlestifte eingesetzt, mit denen er auch die großformatigen gestischen Zeichnungen anfertigte.
Im Jahr 1997 gründete er das deutsch-italienische Kunstprojekt Lo Spirito del Lago in Stresa gemeinsam mit Birgit Kahle und Giampiero Zanzi.
Gilles lebte in Köln und Stresa.

## Ausstellungen / Aktionen (Auswahl)
(c): mit Katalog

### Einzelausstellungen
- 1981 Artothek Köln + Aktion
- 1981 One man show, Förderprogramm Art Cologne, Köln (c)
- 1981 Performance, Moltkerei Werkstatt, Köln
- 1986 Nephesch, Wilhelm-Hack-Museum, Ludwigshafen (c)
- 1987 one work show, Art Cologne, Galerie Koppelmann, Köln (c)
- 1989 Der Fremde, Präsentation der Werkgruppe und Ankäufe, Neue Galerie - Sammlung Ludwig, Aachen
- 1989 Judaslohn, Altartriptychon, Kunst-Station St. Peter, Köln
- 1990 Der Versuch, Ausstellung und Aktion, Hospitalhof Stuttgart (c)
- 1994 Stromboli, Museum Morsbroich, Leverkusen (c)
- 1995 Là-bas und Aktion, Antoniterkirche, Köln
- 1997 Theatrum Anatomicum und Aktion, Deutsches Medizinhistorisches Museum, Ingolstadt (c)
- 1997 De-Ko und Aktion, Wilhelm-Hack-Museum, Ludwigshafen
- 2003 unter der Haut und Aktion, Kunstmuseum Bonn
- 2003 Lichthunger, St. Alfons, Aachen
- 2004 Das dritte Auge (mit B. Kahle), Völkerkundesammlung der Hansestadt Lübeck (c)
- 2004 One man show, Art Cologne, Lo Spirito del Lago, Köln
- 2007 Tanz mit dem Totentanz, Museum für Sepulkralkultur, Kassel
- 2007 Peter Gilles in der Sammlung Kraft, Siegerlandmuseum, Siegen
- 2023 Lust for Life, Kunstverein-Rhein-Sieg e. V., Siegburg

### Gruppenausstellungen
- 1980  502 Stufen, S8-Film, Installation zu Mein Kölner Dom und Aktion, Kölnischer Kunstverein (c)
- 1981 Installation zu Zeitpunkt '81, Köln (c)
- 1982 die und Aktion, K-18 Stoffwechsel, Installation zur documenta, Kassel (c)
- 1982 Zeichnung der Gegenwart, Museum Ludwig, Köln (c)
- 1985 Apokalypse und Aktion, Wilhelm-Hack-Museum, Ludwigshafen (c)
- 1985 Aktion, Kunsthalle Bern
- 1986 8 in Köln und Aktion, Kölnischer Kunstverein (c)
- 1986 Herbstsalon und Aktion, Museum Ludwig, Köln (c)
- 1987 Stromboli Sequenz '87, Evangelisches Krankenhaus, Ikonotherapieprojekt, Bonn (c)
- 1987 Zehn:Zehn, Kunsthalle Köln(c)
- 1987 Forum Junger Kunst, Staatliche Kunsthalle Baden-Baden (c)
- 1988 Zehn:Zehn, Neuer Berliner Kunstverein / Staatliche Kunsthalle Berlin, Berlin
- 1988 Borderline, Monteciccardo (Italien)
- 1989 Zeitzeichen, Kunsthaus Nordrhein-Westfalen Kornelimünster, Bonn, und Lehmbruck-Museum, Duisburg (c)
- 1989 Die Kopffüßler, Sammlung Kraft, Museum Rupertinum, Salzburg, Österreich, Stadtmuseum Lindau
- 1991 Museum und Kirche – Religiöse Aspekte moderner Kunst, Lehmbruck-Museum, Duisburg 1991 (c)
- 1992 Natürlich-Künstlich, Wilhelm-Hack-Museum, Ludwigshafen
- 1995 Das Herz, Deutsches Hygiene-Museum, Dresden (c)
- 1996 Sammlung Speck, Museum Ludwig, Köln (c)
- 1998 Schädel und Gerippe, Trinitatiskirche, Köln
- 2001 Kunst auf Rezept und Aktion, Sammlung Kraft, Museum Ratingen (c)
- 2004 Tabu, Sammlung Kraft, Museum Ratingen, Berliner Medizinhistorisches Museum, Siegerlandmuseum, Siegen
- 2005 Nel Profondo, Chiostro di Voltorre, Museo d’arte, Varese (Italien) (c)
- 2005 Vom Christusbild zum Menschenbild, Institut für Kirchenbau, Brüderkirche, Kassel
- 2006 Nel Profondo, Museum Ratingen
- 2006 Die Versuchung des hl. Antonius, Antoniter-Museum, Memmingen
- 2009 Tanz mit dem Totentanz, St. Annen-Museum, Lübeck, MEWO Kunsthalle, Memmingen
- 2009 bis zuletzt, Sammlung Kraft, Museum für Sepulkralkultur, Kassel (c)
- 2011 Bodies – Kunst körperlich, Slg. Reinking, Kunsthalle Dominikanerkirche, Osnabrück
- 2013 eine Handvoll Erde aus dem Paradies, Museum Morsbroich, Leverkusen
- 2013 Paradies und Abgrund, Kloster Schussenried (c)
- 2018 Die Geste, Ludwiggalerie Schloss Oberhausen
- 2019 KUNST ist immer eine Behauptung. SAMMELN auch. 50 Jahre Sammlung Kraft, Kunstmuseum Villa Zanders, Bergisch Gladbach
- 2020 Traum und Vision, Kunstkammer Rau, Arp Museum Bahnhof Rolandseck
- 1997–2016 Lo Spirito del Lago, Isola Bella (Italien) (c)
- 2023 Literatur und Kunst, Wolfgang Hake Verlag, Kunst- und Museumsbibliothek der Stadt Köln
- 2024 Kunst als Obsession, Galerie Koppelmann, Köln

## Auszeichnungen
- 1982: Vordemberge-Preis der Stadt Köln
- 1983: Ringenberg-Preis des Landes NRW
- 1984: Kunstpreis der Künstler, Große Kunstausstellung NRW Düsseldorf